# Xã Black Oak, Quận Franklin, Arkansas
Xã Black Oak (tiếng Anh: Black Oak Township) là một xã thuộc quận Franklin, tiểu bang Arkansas, Hoa Kỳ. Năm 2010, dân số của xã này là 158 người.